# Ford Prodigy
 (mai 2020).
Si vous disposez d'ouvrages ou d'articles de référence ou si vous connaissez des sites web de qualité traitant du thème abordé ici, merci de compléter l'article en donnant les références utiles à sa vérifiabilité et en les liant à la section « Notes et références ».
Le Ford Prodigy est un concept car construit en 2000 par Ford et présenté au Salon international de l'automobile d'Amérique du Nord.

## Description
C'est un véhicule hybride diesel et électrique, à faibles émissions : 3,3 L/100 km.
Avec ce concept car, Ford cherche à établir son leadership dans le développement de modèles automobiles très économes en carburant (2,9 L/100 km), tout en conservant les caractéristiques qui les rendent commercialisables et abordables.